# Haidberg (Buch am Buchrain)
Haidberg ist ein Gemeindeteil des Gemeinde Buch am Buchrain im oberbayerischen Landkreis Erding. 

## Lage
Der Weiler Haidberg liegt 1,5 Kilometer südwestlich von Buch.

## Kirche
Die katholische Filialkirche Heilig Kreuz ist ein Saalbau mit Zwiebelturm, wohl von Anton Kogler, aus dem 1. Drittel des 18. Jahrhunderts. Sie steht mit ihrer Ausstattung unter Denkmalschutz und ist in der Liste der Baudenkmäler in Buch aufgeführt.

## Bevölkerungsentwicklung
Um 1861 lebten in Haidberg 34 Einwohner in sieben Gebäuden (und einer Kirche). Im Mai 1987 lebten dort 35 Einwohner in neun Wohnhäusern.
| Jahr      | 1861 | 1871 | 1925 | 1950 | 1970 | 1987 |
| Einwohner | 34   | 44   | 34   | 50   | 33   | 35   |